# Life Between the Exit Signs
Life Between the Exit Signs è un album in studio del pianista statunitense Keith Jarrett, pubblicato nel 1968.

## Tracce
Tutte le tracce sono state scritte da Keith Jarrett, eccetto dove indicato.

1. Lisbon Stomp - 6:06
2. Love No. 1 - 6:17
3. Love No. 2 - 4:32
4. Everything I Love (Cole Porter) - 4:33
5. Margot - 3:45
6. Long Time Gone (But Not Withdrawn) - 4:55
7. Life Between the Exit Signs - 6:53
8. Church Dreams - 6:17

## Formazione
- Keith Jarrett - piano
- Charlie Haden - contrabbasso
- Paul Motian - batteria